# Frederick Currie, I baronetto
Sir Frederick Currie, I baronetto (Bloomsbury, 3 febbraio 1799 – St Leonards-on-Sea, 11 settembre 1875), è stato un diplomatico britannico.
Fece una brillante carriera nella Compagnia britannica delle Indie orientali e nel'Indian Civil Service. Tra i suoi incarichi figurano quelli di Segretario agli Esteri del Governo dell'India, Membro del Consiglio Supremo dell'India, Residente a Lahore e Presidente della Compagnia britannica delle Indie orientali. Fu agente del Governatore generale dell'India, Sir Henry Hardinge, durante la prima guerra anglo-sikh e fu nominato baronetto nel 1847 per il suo contributo nella negoziazione dei trattati di Lahore e di Bhyrowal.

## Contesto familiare
Currie nacque il 3 febbraio 1799 a Bloomsbury, nel centro di Londra, terzo degli otto figli del birraio e banchiere Mark Currie di Upper Gatton, nel Surrey, e di Elizabeth Currie, nata Close. Due fratelli minori, Edward e Albert Peter, prtestarono anch'essi erano anch'essi nel'Indian Civil Service, mentre il fratello maggiore, Mark John Currie, fu un amministratore dell'Australia occidentale e viceammiraglio della Royal Navy. Il politico William Currie di East Horsley era suo zio e il diplomatico Philip Currie, I barone Currie, suo cugino di primo grado. I Currie appartenevano a un'antica famiglia scozzese che discendeva direttamente dai Currie di Duns (Berwickshire), risalenti al XVI secolo e, tramite un cadetto, dai Corrie/Currie di Annandale (Dumfriesshire), risalenti al XII secolo.

## Carriera

### Primi anni
Frequentò la Charterhouse School fino all'età di 16 anni, quando entrò nel East India Company College di Haileybury. Nel 1820 arrivò in Bengala e, dopo una serie di incarichi giudiziari e fiscali minori nel distretto di Gorakhpur, nel 1835 divenne commissario della divisione di Varanasi. Nel 1840 fu scelto come giudice ad Allahabad.

### La prima guerra anglo-sikh e i trattati di Lahore e Bhyroval

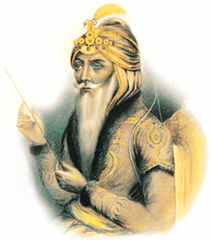
Il maharaja Ranjit Singh

Durante il regno del maharaja Ranjit Singh i britannici evitarono di attaccare l'Impero Sikh, in considerazione delle capacità diplomatiche del maharaja, della sua popolarità e della forza del suo esercito Sikh Khalsa. Negli anni successivi alla morte di Ranjit Singh, avvenuta nel 1839, gli assassinii, la debolezza del governo e gli scontri tra le fazioni fornirono ai britannici la motivazione e l'opportunità per invadere il Punjab. Nel 1842 il nuovo Governatore Generale dell'India, Lord Ellenborough, iniziò i preparativi per la guerra e nel 1844 il suo successore, Sir Henry Hardinge, che aveva prestato servizio sotto Arthur Wellesley durante la guerra d'indipendenza spagnola, accelerò questi preparativi.
Come Segretario agli Esteri, Currie si allineò ai progetti di Ellenborough e Hardinge e nel 1845 sostenne le azioni del rappresentante britannico nel Punjab, il maggiore George Broadfoot, contro i Sikh. Le azioni provocatorie compiute da entrambe le parti portarono a un'escalation militare, finché il 13 dicembre 1845 Hardinge dichiarò guerra ai Sikh. Durante la guerra Currie accompagnò Hardinge, che nonostante la sua anzianità come Governatore generale si offrì volontariamente come secondo in comando sotto Sir Hugh Gough, un altro veterano della guerra d'indipendenza spagnola.

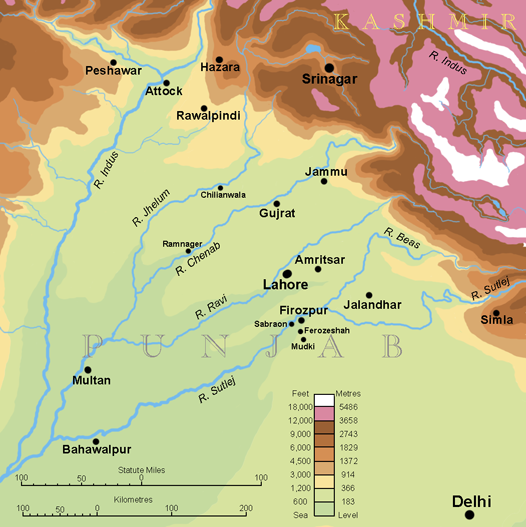
Mappa del Punjab

La guerra fu breve. La prima battaglia, quella di Mudki del 18 dicembre 1845, non fu risolutiva. La battaglia di Ferozeshah, avvenuta tre giorni dopo, fu per i britannici una sconfitta quasi disastrosa: Hardinge diede istruzioni a Currie di prepararsi a distruggere i documenti di Stato, per evitare che cadessero nelle mani dei Sikh.  Il comandante dell'esercito sikh, Tej Singh, non seppe però sfruttare il vantaggio ottenuto. Seguì una temporanea riduzione delle ostilità, durante la quale i britannici attesero i rinforzi. L'ultima battaglia della campagna ebbe luogo il 10 febbraio 1846 a Sobraon, dove i sikh furono sconfitti in modo decisivo. Gough, rendendo omaggio al loro coraggio, scrisse a Sir Robert Peel, primo ministro britannico: "avrei potuto piangere assistendo al terribile massacro di un corpo di uomini così devoti".
Hardinge entrò a Lahore, capitale dei sikh, il 20 febbraio 1846 e Currie, assistito per le questioni militari da Henry Lawrence, concordò i termini della resa. Currie condusse i negoziati ma non determinò il contenuto del trattato di Lahore e del suo supplemento, firmati da Hardinge rispettivamente il 9 e l'11 marzo 1846. Tuttavia le sue capacità diplomatiche impressionarono a tal punto Hardinge da spingere le autorità britanniche a premiare Currie con il titolo di baronetto, richiesta che fu accolta nel gennaio 1847.
I termini del trattato erano punitivi: il territorio sikh fu notevolmente ridotto, a seguito della perdita del Jammu e Kashmir, dell'Hazara, del territorio a sud del fiume Sutlej e dei forti e del territorio nella Jalandhar Doab, tra i fiumi Sutlej e Beas. In considerazione dell'aiuto che aveva dato ai britannici durante la guerra e nel ristabilire relazioni amichevoli, il raja Gulab Singh di Jammu doveva essere riconosciuto, ai sensi dell'articolo 12 del trattato, come sovrano indipendente di "quei territori e distretti sulle colline che possono essere ceduti al suddetto Rajah Golab Sing con un accordo separato tra lui e il Governo britannico". Questo accordo separato, il trattato di Amritsar, fu firmato il 16 marzo 1846 da Currie e Lawrence: il Kashmir fu venduto dal governo britannico a Gulab Singh per 7.500.000 rupie (75 lakh). In riconoscimento della supremazia del governo britannico, Gulab Singh accettò di regalare annualmente agli inglesi "un cavallo, dodici capre da scialle perfette di razza approvata (sei maschi e sei femmine) e tre paia di scialli di cashmere".

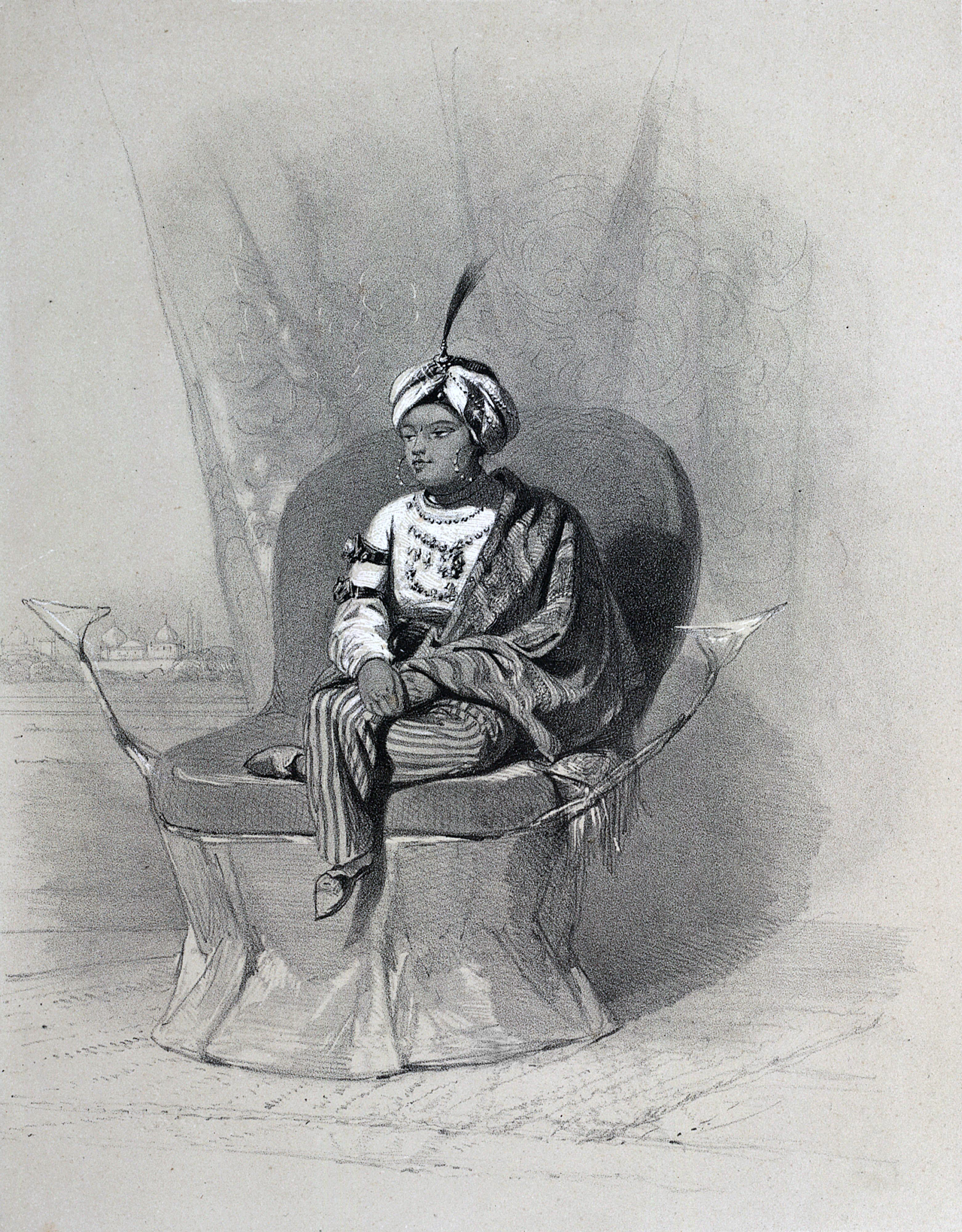
Il maharaja Duleep Singh.

I termini del trattato di Lahore non fecero decadere il governo dell'Impero Sikh: il visir Lal Singh e la maggioranza dei membri del durbar di Lahore rimasero in carica. Duleep Singh, figlio settenne di Ranjit Singh, rimase come maharaja e sua madre, la maharani Jind Kaur, rimase come reggente. Su richiesta del durbar, il trattato aveva specificato che i britannici avrebbero mantenuto un presidio militare a Lahore fino alla fine dell'anno "allo scopo di proteggere la persona del maharaja e gli abitanti della città durante la riorganizzazione dell'esercito sikh". Quando giunse il momento di lasciare Lahore, il durbar fece pressioni affinché i britannici rimanessero. Il 16 dicembre 1846 Currie, assistito da Lawrence, ormai tenente colonnello, firmò il trattato di Bhyroval, in base al quale i britannici acconsentirono a rimanere fino a quando il maharaja non avesse compiuto 16 anni. Una condizione dell'accordo era che la reggente fosse sostituita da un ufficiale britannico residente. La maharani ricevette una pensione di 150.000 rupie e fu sostituita da Lawrence come residente, con "piena autorità per dirigere e controllare tutte le questioni in ogni dipartimento dello Stato". Come disse un contemporaneo, John Clark Marshman, redattore del periodico Friend of India, "un ufficiale dell'artiglieria della Compagnia divenne, di fatto, il successore di Ranjit Singh".

### Il periodo di residenza a Lahore e la seconda guerra anglo-sikh
Nel 1847 Currie fu nominato membro del Consiglio Supremo dell'India. Nel 1848 Henry Lawrence ottenne un congedo per malattia e tornò in Inghilterra con Hardinge, giunto al termine del suo mandato di governatore generale. Hardinge fu sostituito il 12 gennaio 1848 da Lord Dalhousie e, il 6 marzo 1848, Currie sostituì Lawrence come residente a Lahore.
Nei primi mesi del 1848 la situazione politica del Punjab era tranquilla. Hardinge, al momento della partenza, aveva previsto sette anni di pace ininterrotta in India. Il periodico The Friend of India scrisse che "l'ultimo ostacolo alla completa, e apparentemente definitiva, pacificazione dell'India è stato rimosso" e il londinese Morning Herald che "l'India è nel pieno godimento di una pace che, umanamente parlando, sembra nulla possa disturbare". In realtà sia nel campo sikh, sia in quello britannico, la situazione non era tranquilla.
Molti comandanti sikh consideravano come un traditore il loro generale Tej Singh, per il comportamento da lui tenuto durante la guerra e il successivo accordo. Prima di tornare in Inghilterra, Lawrence aveva esiliato il visir Lal Singh, accusato di aver esortato il governatore del Kashmir Shaikh Imamuddin a non consegnare quel Paese a Gulab Singh, e lo aveva sostituito proprio con Tej Singh. Quando il maharaja Duleep Singh si rifiutò di nominare Tej Singh primo ministro, Lawrence imprigionò la reggente Jind Kaur. Il trattamento subito della vedova del maharaja Ranjit Singh fu un'ulteriore motivo di rabbia e di disordini.
Nel campo britannico, John Lawrence, che avrebbe dovuto succedere al fratello Henry come residente a Lahore, criticò Currie, sostenendo che quest'ultimo mancasse di conoscenze militari e di esperienza delle faide e delle alleanze delle numerose fazioni sikh, musulmane e indù. Lawrence, che all'epoca era commissario del Distretto di Jalandhar (e che in seguito divenne Governatore Generale dell'India), era un personaggio carismatico e indipendente, caratteristiche che condivideva con diversi altri ufficiali legati alla residenza di Lahore, come John Nicholson, commissario del distretto di Sind Sagar, James Abbott, vicecommissario dell'Hazara, e Herbert Benjamin Edwardes, assistente a Bannu del residente. Si trattava di un gruppo difficile da gestire anche se le circostanze avessero dato a Currie il tempo di ambientarsi nel suo nuovo incarico prima che la situazione esplodesse.
Quando si trovò di fronte a un aumento delle tasse imposte dai britannici, il diwan Mulraj Chopra, governatore della provincia sikh di Multan, rassegnò le dimissioni. Currie lo sostituì con il sikh sardar Kahn Singh Man, che arrivò a Multan il 18 aprile 1848 accompagnato da due ufficiali britannici, Patrick Vans Agnew e William Anderson. Il diwan consegnò le chiavi della cittadella, ma in seguito i suoi soldati attaccarono e ferirono gli ufficiali britannici, che furono salvati da Kahn Singh e dalle sue truppe e portati al campo temporaneo britannico di Idgah, a mezzo miglio dal forte di Multan. Vans Agnew inviò messaggi urgenti al tenente Edwardes e al colonnello van Cortland, chiedendo aiuto. Il giorno seguente una folla inferocita uccise gli ufficiali britannici. Kahn Singh fu fatto prigioniero e condotto davanti a Mulraj, che gli presentò la testa di Vans Agnew e gli disse di riportarla a Currie. Mulraj dichiarò quindi una guerra santa contro i britannici e iniziò a rafforzare le difese della cittadella.
Il tenente Edwardes decise di intervenire rapidamente, per sedare quello che considerava un focolaio locale prima che si trasformasse in una rivolta nazionale. In accordo con Currie, mise insieme un contingente militare con l'aiuto di Cortland e del Khan di Bhawalpur, quindi marciò su Multan e invitò i ribelli ad arrendersi. Quando Dalhousie venne a conoscenza di questa iniziativa, si infuriò per il fatto che un subalterno avesse agito scavalcando la sua autorità. Rimproverò aspramente Currie per aver permesso a Edwardes di marciare su Multan e gli ordinò di "tenere il suo incauto subalterno assolutamente e categoricamente lontano da Multan". Currie scrisse a Dalhousie difendendo Edwardes e chiedendo di avere mano libera nel gestire la situazione. Scrisse anche a Gough, il comandante in capo, chiedendo che una forza britannica muovesse subito verso Multan per occuparla. Gough, che si trovava nel suo quartier generale estivo a Simla, non intervenne, ritenendo che l'attività militare durante la stagione calda e monsonica (da maggio a settembre) non fosse opportuna. Tuttavia le guarnigioni di Lahore, di Ambala e di Ferozepur furono rafforzate.

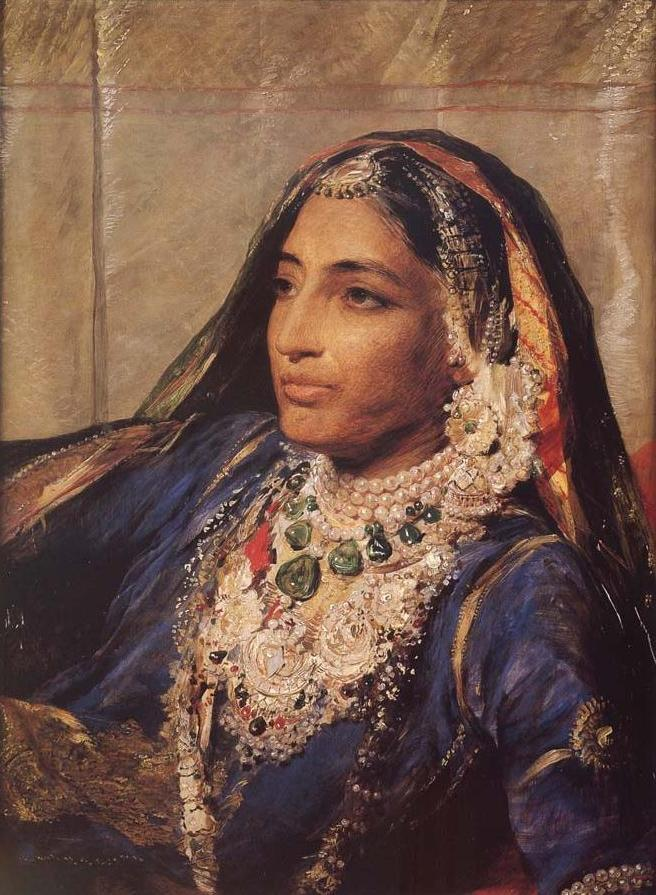
Maharani Jindan Kaur

L'imprigionamento nel forte di Sheikhupura non aveva impedito a Jindan Kaur di influenzare gli affari del Punjab. La maharani mantenne i contatti con i capi sikh, tanto che Currie la descrisse come "il punto di raccolta della ribellione". Avendo scoperto i suoi complotti contro i britannici, Currie decise di esiliarla dal Punjab. Fu portata al forte di Chunar, a circa 45 km da Varanasi, la sua indennità fu ridotta da 150.000 a 48.000 rupie e le furono sottratti gioielli e denaro. Ciò provocò un profondo risentimento tra i Sikh e alimentò la ribellione in corso. Anche il sovrano musulmano dell'Afghanistan, Dost Mohammed Khan, protestò, sostenendo che un simile trattamento era criticabile per tutti i credi.
Anche nella provincia dell'Hazara la situazione era tesa. Già durante i primi mesi della sua residenza, Currie era stato avvertito dal capitano James Abbott che il malcontento serpeggiava nella brigata sikh di stanza in quella regione. In agosto Abbott riferì che il governatore sikh, sardar Chattar Singh Attariwalla, stava pianificando una rivolta contro i britannici. Abbott radunò truppe musulmane e marciò sulla capitale per espellere Chattar Singh. Currie ordinò un'indagine da parte del capitano John Nicholson, che nel suo rapporto, pur giustificando le misure difensive adottate da Chattar Singh per proteggere la capitale, richiamò l'attenzione sulle sue numerose precedenti azioni, che giustificavano la valutazione di Abbott. Di conseguenza Currie emise ordini che riducevano sostanzialmente l'autorità e le entrate di Chattar Singh. Questi provvedimenti provocarono lo sdegno del figlio di Chattar Singh, raja Sher Singh Atarivala, che stava combattendo al fianco dei britannici guidati da Edwardes contro il diwan Mulraj. Sher Singh era un membro di spicco del consiglio di reggenza e fino a quel momento si era dimostrato ben disposto nei confronti degli interessi britannici. Sua sorella era stata promessa in sposa al maharaja Duleep Singh e nel novembre 1847 era stato insignito con il titolo di raja dal durbar di Lahore.
Nel luglio del 1848 Dalhousie concesse a Currie di agire autonomamete, come quest'ultimo aveva chiesto in aprile. Currie ordinò a un contingente del Bengal Army, al comando del generale Whish, di unirsi a Edwardes e ai contingenti di Van Cortland, del khan di Bhawalpa e di Sher Singh nell'assedio di Multan. Le forze sotto il generale Whish arrivarono davanti a Multan tra il 18 e il 28 agosto 1848. Sher Singh cambiò schieramento il 13 settembre 1848, irritato dal trattamento riservato al padre e alla sorella; le truppe del kahn di Bhawalpa e alcuni irregolari di Edwardes disertarono in segno di solidarietà, indebolendo gravemente lo schieramento britannico. La città di Multan, con la sua cittadella fortificata, era considerata la più forte del Punjab e il generale Whish decise di levare l'assedio fino all'arrivo dei rinforzi dal Bengala: si ritirò quindi in una posizione dalla quale poteva controllare le principali strade per Bahawalpur e il Derajat. I rinforzi iniziarono ad arrivare a novembre e i cannoni d'assedio arrivarono all'inizio di dicembre. Le batterie britanniche aprirono infine due brecce nelle mura della città e il 30 dicembre 1848 distrussero il magazzino principale della cittadella. La città cadde all'inizio del gennaio 1849, ma la cittadella resistette per altre due settimane, fino al 18 gennaio 1849.
Dal canto suo, Sher Singh si ritirò verso nord con le sue truppe per raggiungere il padre. Si proclamò servitore del maharaja e del Khalsa e invitò la popolazione del Punjab a sollevarsi in armi e ad espellere i britannici. Nel frattempo, i contingenti sikh di Bannu, Kohat, Tofik, Peshawar e Attock si erano uniti a Chattar Singh. All'inizio di ottobre, terminata la stagione dei monsoni, Gough annunciò la formazione dell'"Esercito del Punjab", che avrebbe operato sotto il suo personale controllo. Gough raggiunse Lahore il 13 novembre 1849 e iniziò la sua campagna contro Sher Singh. Dopo le battaglie di Ramnagar, di Chillianwala e di Gujrat, il 14 marzo 1849 Sher Singh si arrese ai britannici a Rawalpindi. Il 29 marzo 1849 la bandiera britannica viene issata sulla cittadella di Lahore. Currie aveva chiesto aiuto militare per proteggere il giovane maharaja e il suo durbar di Lahore. Nonostante le sue proteste e la forte opposizione di Henry Lawrence, rientaro dal suo congedo, Dalhousie cancellò il governo di Lahore, esiliò Duleep Singh e confiscò il diamante Koh-i-Noor, simbolo del suo potere. Il Punjab fu formalmente proclamato parte dell'Impero britannico, e ciò pose fine all'Impero Sikh.

### La carriera successiva e il ritorno in Inghilterra
Il 12 marzo 1849 Currie assunse nuovamente la carica di membro del Consiglio Supremo dell'India. Tornato in Inghilterra nel 1853, fu eletto l'anno successivo direttore della Compagnia britannica delle Indie Orientali. Nel 1857 fu eletto presidente della Compagnia, ultimo a ricoprire tale carica, e diede i propri consigli al governo britannico in merito al trasferimento dei poteri dalla Compagnia alla Corona.
In una lettera datata 23 giugno 1858 e indirizzata a Lord Stanley, presidente del Board of Commissioners for the Affairs of India, Currie e il suo vicepresidente esprimevano riserve su diverse clausole del disegno di legge "per un migliore governo dell'India" all'esame del Parlamento. Il Government of India Act proposto prevedeva la nuova carica di Segretario di Stato per l'India, dotato di ampi poteri e affiancato da un nuovo Consiglio dell'India. Le riserve espresse nella lettera riguardavano il metodo di composizione del Consiglio, la sua costituzione e i suoi poteri. La legge fu approvata dal Parlamento britannico il 2 agosto 1858 e Currie fu nominato vicepresidente del nuovo Consiglio, carica che mantenne fino alla morte.

## Famiglia
Currie si sposò tre volte. La prima moglie fu Susannah, figlia di John Pascal Larkins dell'Indian Civil Service. Si sposarono il 7 agosto 1820 ed ebbero quattro figli: Frederick, Mark Edward, William Close e Charles.
Rimasto vedovo nel 1832, il 3 settembre 1834 sposò Lucy Elizabeth, figlia di Robert Merttins Bird dell'Indian Civil Service. Ebbero un figlio, Robert George; Lucy morì tre settimane dopo, il 25 luglio 1835.

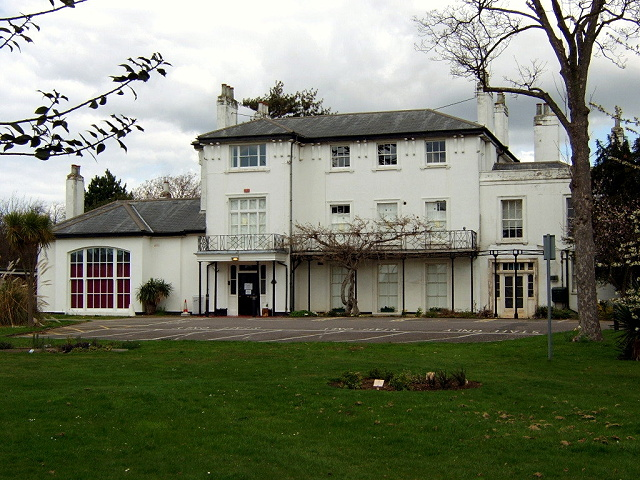
Manor House

La terza moglie fu Katherine Maria, figlia di George Powney Thompson, anch'egli dell'Indian Civil Service. Ebbero sette figli: Fendall, che giocò a First Class cricket per i Gentlemen of Kent e divenne maggior generale, Harriet Sophia, Susan Mary, Katherine Louisa, Mabel Thornton, Hugh Penton e Rivers Grenfell. Dai censimenti britannici del 1861 e del 1871 risulta che Currie viveva a Manor House, May Place, Crayford, nel Kent, con la terza moglie Katharine Maria e i primi sei dei sette figli avuti da quel matrimonio.
Nel 1866 fu nominato dottore honoris causa in diritto civile dall'Università di Oxford. Morì a St Leonards, nel Sussex, l'11 settembre 1875, all'età di 76 anni. Caterina Maria gli sopravvisse: morì il 30 gennaio 1909 all'età di 87 anni.
Gli successe nel titolo il figlio maggiore, il reverendo Sir Frederick Currie, II baronetto.